# 蕭竹
蕭竹（？—？），出生於福建漳州府龍溪縣，為臺灣清治時期的宜蘭漢人初期移民、地理風水師；渡海來台並輔佐吳沙開墾蘭陽平原。

## 生平
蕭竹頗善於文書、吟詠以及地理風水。他個人認為台灣為十分奇絕之處，因而協同友人渡海來台；遊歷台灣南北之後，來到蛤仔難。蕭竹受到當時初闢宜蘭的漳州籍武裝開墾領袖吳沙的重用與款待。蕭竹遂於蘭陽平原定居下來，他深入探索、研究，將當地景色勝麗之處標為「八景」，後又增為「十六景」，並全部賦詩紀錄或記載其山川脈絡。當時的蘭陽平原由於開闢不久，因而墾地狹小有限，同時又被溪流切分割成瑣碎。蕭竹因而於所繪之地形圖中，標下了能夠建立堡壘防禦噶瑪蘭族攻擊的地區，吳沙聽從其言。吳沙與其部眾開闢蘭陽有成，數千人遷居此地，但蕭竹眼見清朝朝廷依然未於此設立官衙，遂作畫積極請求納入版圖之中；然而，官方考慮吳沙等為武裝集團，且宜蘭距離府城遙遠，因而並未允許。蕭竹死後，吳沙亦歿，由吳沙之侄吳化領導眾人，持續跟從蕭竹生前對於開墾的建議。

## 詩作
遍履蘭中地，番莊卅六多。依山茅蓋屋，近水竹為窩。衆怪疑魑近，心頑奈石何。往來皆佩劍，出入總操戈。
酒醉欣搖舞，情歡樂笑歌。尊卑還可愛，男女實難訛。八節無時序，三冬亦暖和。未能傳五教，咸曉四維摩。
 — 蕭竹，〈蘭中番俗〉

## 連結
- 蕭竹 - 臺灣記憶 Taiwan Memory--國家圖書館 （页面存档备份，存于）
- 【愛詩網】台灣古典詩主題詩選資料庫－東區詩選注 （页面存档备份，存于）